# Imbersago
Imbersàgo (Imbersàch in dialetto brianzolo) è un comune italiano di 2 499 abitanti della provincia di Lecco in Lombardia.

## Geografia fisica
Imbersago è un piccolo paese situato nel Meratese, zona della Brianza in provincia di Lecco. È disteso su un territorio collinare, tipico delle prealpi lombarde di cui fa parte, ed è immerso nel verde del Parco dell'Adda Nord. Il comune è bagnato dal fiume Adda che separa la provincia di Lecco da quella di Bergamo.

## Origini del nome
La versione più antica conosciuta del nome è Ambreciacus. 
Giovanni Flechia suggerì che il nome potesse derivare da Ambrogio, prefetto delle Gallie e padre dell'omonimo santo, che avrebbe avuto in paese il suo fondo. Questa versione è stata smentita da Dante Olivieri che ha fatto notare la diversa pronuncia della "s" in Ambreciacus ed in Ambrosius. La versione suggerita da Olivieri è fundus Limbriciacus (ovvero "fondo di Limbricius"). Tuttavia il gentilizio latino "Limbricius […] ricorre quasi solamente a Puteoli [Pozzuoli, ndr] e a Capua".

In realtà, le maggiori conoscenze delle lingue celtiche raggiunte in tempi più recenti permettono di identificare con facilità l'origine del nome Amberzagh, di cui Ambreciacus è adattamento colto, nel sostantivo celtico ambersāk(on), che significa "luogo o abitato del fiume", per la particolarità del territorio, situato in un'ansa del fiume Adda. L'evoluzione del termine in lombardo occidentale è dovuta alla tendenza di questo all'aferesi e per attrazione della preposizione di luogo in (come in Inverigo, Inarca, Nasnigo ecc.).

## Storia
Non sono noti rinvenimenti archeologici per il territorio di Imbersago. Nel territorio circostante sono note tuttavia frequentazioni umane a partire dal Paleolitico medio. Nella zona agli insediamenti palafitticoli subentrarono i Celti, sottomessi a loro volta dai Romani.
La storia medievale di Imbersago vede il paese schierato a favore dei guelfi, e come punto di contatto tra l'area del milanese e la Repubblica di Venezia.

### Simboli
Lo stemma e il gonfalone sono stati concessi con DPR del 23 giugno 1989.
Nello stemma è raffigurato, in campo azzurro, un castello d'oro, merlato alla guelfa e munito di due torri; con il capo d'oro, all'aquila di nero.
Il gonfalone è un drappo rettangolare partito di rosso e di giallo.

## Monumenti e luoghi d'interesse

### Architetture religiose

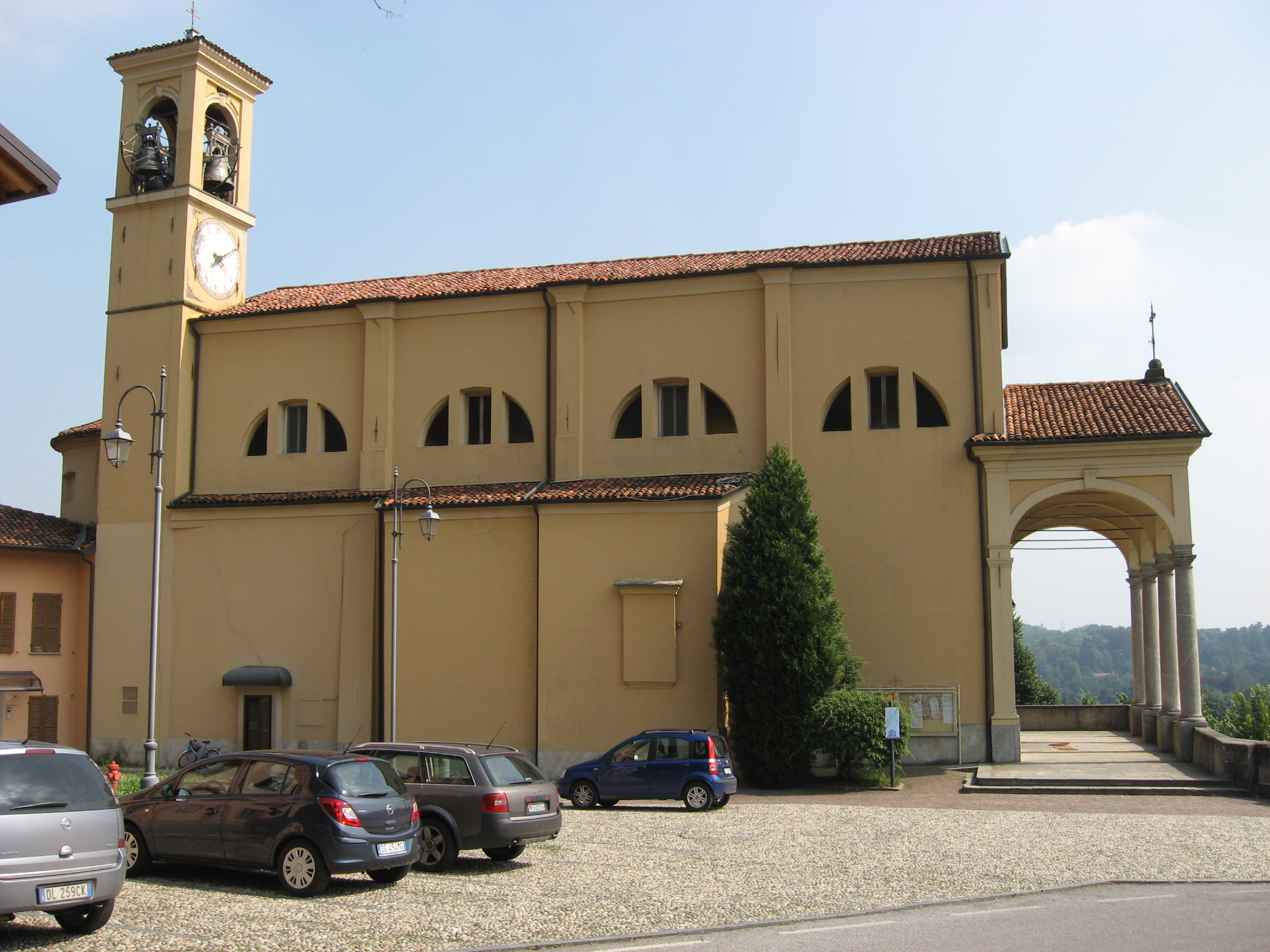
La chiesa di San Marcellino.

#### Chiesa di San Marcellino
La chiesa dei Santi Marcellino e Pietro è il principale edificio religioso della parrocchia. Nonostante la costruzione dell'odierno edificio risalga solo al 1608, può vantare una storia millenaria che, secondo alcuni storici, si può far risalire alla seconda metà del I millennio.
L'edificio subì alcune variazioni nel 1760, e altre nel periodo 1789-1797. Ne sono stati recentemente ristrutturati il sagrato e il pronao.

#### Chiesa di San Paolo

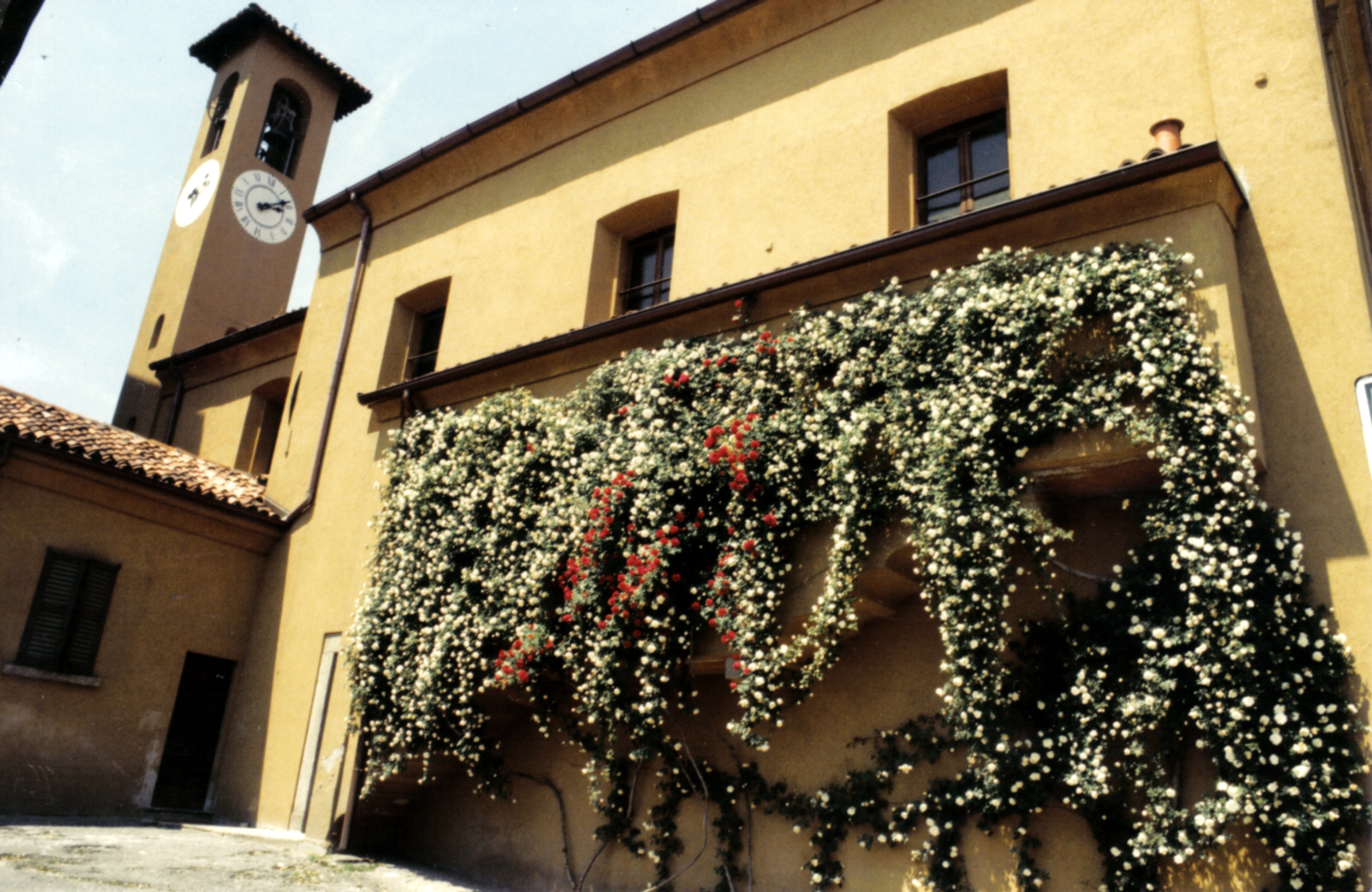
La chiesa di San Paolo., risalente ai primi secoli del II millennio

La chiesa di San Paolo è situata in pieno centro abitato, e rappresenta il più antico edificio religioso di Imbersago (si trovano citazioni del XIII secolo), fatta eccezione per la chiesa di San Michele ormai abbattuta.
La dedica delle chiese a San Paolo è tipica dei francesi, per cui la sua nascita può essere fatta risalire al 1000, durante il dominio dei conti francesi. Un'altra simile indicazione è il dipinto di San Martino, santo francese, visibile nella chiesetta della Grugana che, nello stesso periodo, era associata a Imbersago.
Quando i messi di san Carlo Borromeo visitarono il paese nel 1567, dissero che le funzioni erano celebrate da un certo Gregorio Nava, quasi quotidianamente. L'altare maggiore si trova in mezzo ad affreschi di Dio e altri santi, affreschi rovinati dal tempo. La chiesa era già stata consacrata. Il pavimento è lastricato, e viene segnalata la presenza di quattro sepolture, tutte relative alla famiglia Landriani che, a quel tempo, provvedeva anche al sostentamento del curato. La torre attigua contiene una campana, e c'è un cimitero aperto. Il visitatore consiglia lo spostamento all'esterno di sepolture e monumenti dei Landriani, da eseguirsi in due settimane pena la scomunica. Nella successiva visita di controllo il visitatore si lamentò del fatto che non fosse stato eseguito nessun lavoro.
La chiesa venne consacrata nel 1449 da un certo Gerardo de Capitani di Landriano, per poi essere riconsacrata nel 1506.
Sotto la spinta riformatrice di San Carlo la chiesa venne ricostruita dalle fondamenta nel 1600, e riconsacrata nel 1608 da Marsilio Landriani, vescovo di Vigevano. Ai Landriani si fanno risalire i dipinti secenteschi. È sicuramente di primaria importanza la pala d'altare, databile alla prima metà del Seicento, raffigurante anche il donatore Marsilio Landriani oltre alla Vergine col Bambino, sant'Ambrogio e sant'Eustorgio, probabile opera di Giulio Cesare Procaccini o del Nuvolone.
La singola navata termina in un presbiterio, da cui è divisa da una semplice balaustra. Un adiacente edificio viene usato come sacrestia. All'interno della chiesa sono visibili altri dipinti notevoli, come quelli di nove apostoli, il calvario, l'annunciazione e l'adorazione.

#### Santuario della Madonna del Bosco

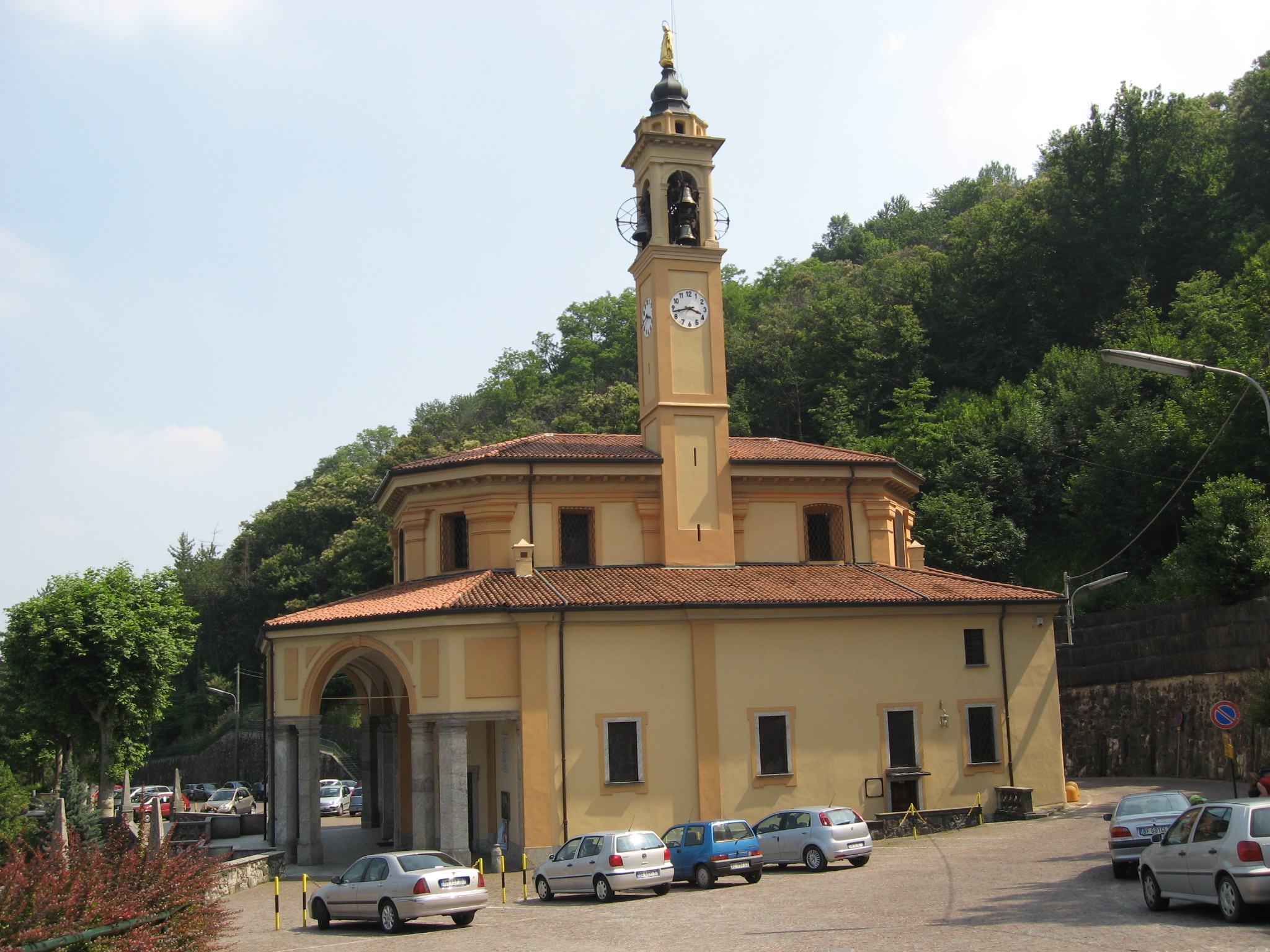
Il Santuario della Madonna del Bosco.

Nel territorio del comune è presente il santuario della Madonna del Bosco, dove l'affetto dei fedeli ricorda numerose grazie chieste e altrettanti miracoli accaduti. Papa Giovanni XXIII vi era molto affezionato, e una grande statua di bronzo lo ricorda.
Nel 1632 vi viene costruita una cappella, ma è tra il 1641 e il 1646 che viene innalzato il santuario progettato da Carlo Buzzi. Nel 2000 il posto fu scelto come una delle sedi giubilari dell'Anno Santo.

### Architetture civili

#### Torre Bellavista

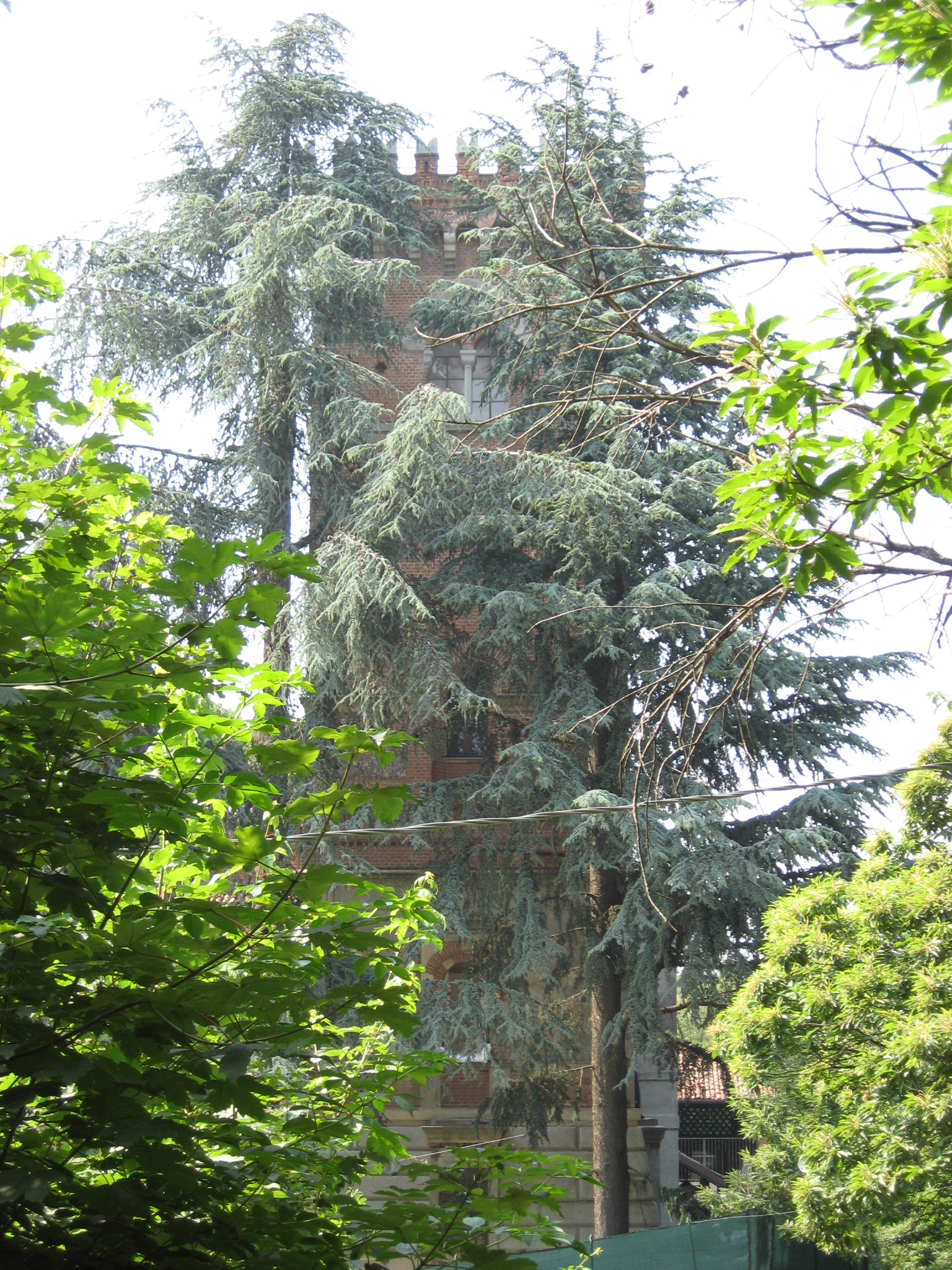
Torre Bellavista, nascosta tra gli alberi.

La torre Bellavista, comunemente nota come torre Lamperti (dal nome del proprietario), è una torre di vedetta situata in località Sabbione. Il suo aspetto ne fa immaginare la costruzione durante la lotta di guelfi e ghibellini (XIV secolo). Sulla cima ostenta degli spalti a paniere, e una merlatura di chiara fattura ghibellina. Come tutti gli antichi edifici cittadini ha subìto modifiche nel corso dei secoli, e ora possiede bifore e uno stemma in pietra. La sua posizione strategica permetteva di controllare, oltre al territorio cittadino, anche Merate (nascosto dietro a Sabbione) e la sponda bergamasca fino alla Torre dei Musei di Calusco d'Adda, oggi rasa al suolo.

#### La filanda
Negli anni novanta è stato completamente ristrutturato, trasformandolo in un complesso residenziale, ma mantiene alcune antiche caratteristiche. A esempio è rimasta la ciminiera costruita in cotto. Qui veniva svolto tutto il lavoro, dalla coltura delle uova dei bachi da seta alla vera e propria filatura.

#### Villa Pio Falcò
Adagiata sul colle di Mombello e inserita in un giardino all'italiana, la villa fu costruita dalla famiglia Airoldi nel XVI secolo. Per via della sua posizione, la villa è anche nota col nome di Villa Il Mombello". Due secoli dopo fu ristrutturata per volontà di un certo Andreotti, nel mentre divenuto proprietario, il quale successivamente la cedette alla famiglia Orsini. Nel corso del XIX secolo, la parte di giardino dietro alla villa fu trasformata in un parco all'inglese. Nel 1861 la villa fu ereditata da Giovanni Pio Falcò, di nobile famiglia dalle origini spagnole, il quale diede mandato di ristrutturazione dello stabile ad Achille Majnoni d'Intignano. I lavori si conclusero nel 1894. Una nuova ristrutturazione dei giardini avvenne nel 1920, quando Alfonso Pio Falcò fece installare un nuovo giardino all'italiana.
Tra le opere d'arte conservate nella villa, un dipinto di Luca Giordano e uno realizzato da un esponente dei Magnasco.

#### Villa Pindemonte Castelbarco
La villa, commissionata ai costruttori Simonetta nel XVIII secolo, fu rimaneggiata sia nell'Ottocento sia nel Novecento.

### Altro

#### Il traghetto di Leonardo
Il traghetto leonardesco sul fiume Adda, collega Imbersago con Villa d'Adda, comune in provincia di Bergamo situato sulla riva opposta. Dal 1513, più volte rifatto e ristrutturato, tale tipologia di traghetto trasporta ogni viandante da una riva all'altra. Esso è una fedele riproduzione di quello progettato da Leonardo da Vinci, che sfruttando la legge del parallelogramma, aveva pensato alla possibilità di costruire dei traghetti mossi non da energia umana o animale, ma dalla sola corrente del fiume in causa. L'imbarcazione con due scafi, che può trasportare fino a quattro automobili, è assicurata a un cavo teso tra le due sponde, ed è azionata da un solo uomo, il quale muove il timone così da sfruttare la forza della corrente del fiume.

#### La piazza Garibaldi

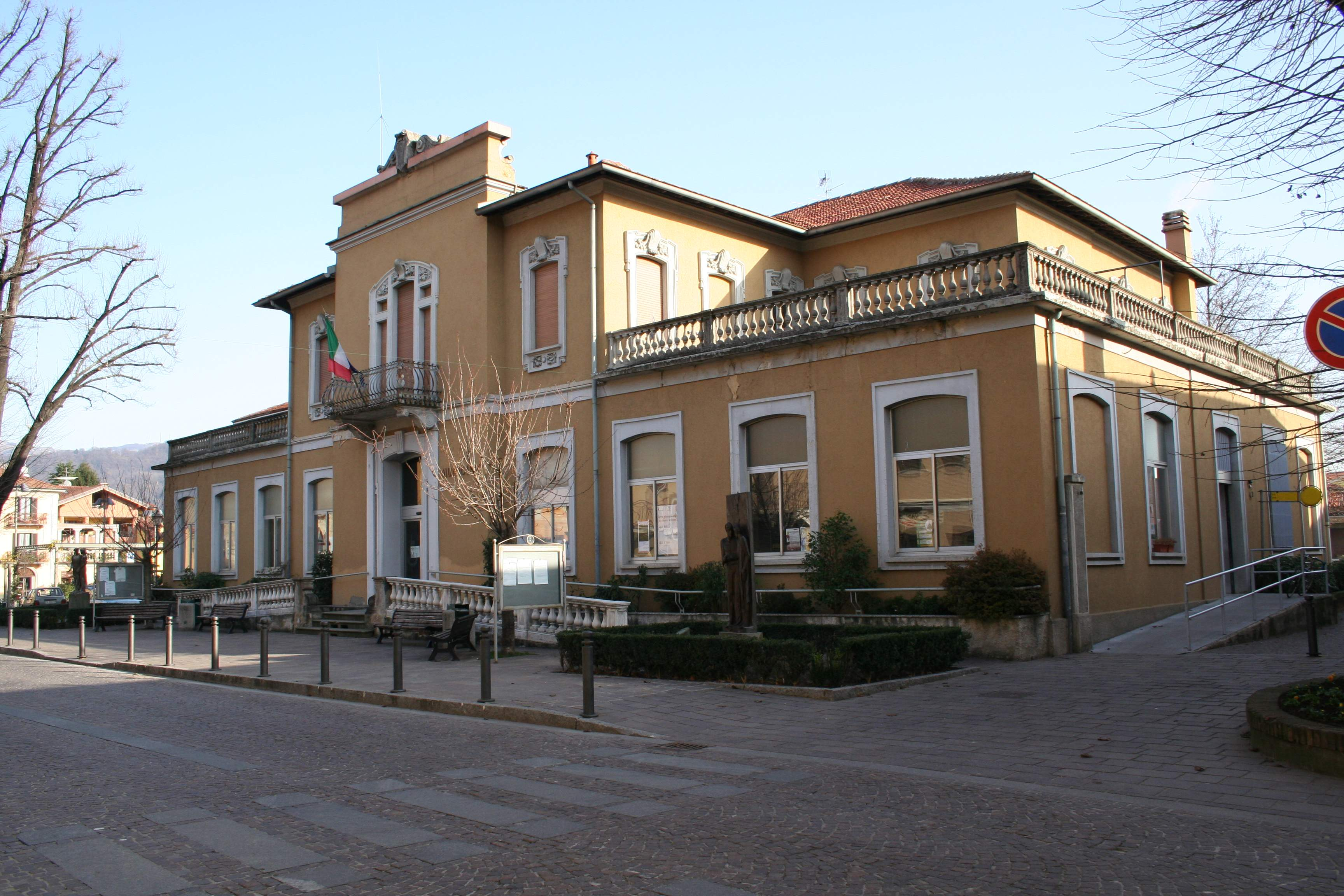
Il Municipio.

Piazza Garibaldi è la piazza principale di Imbersago, centro cittadino fin da quando, nel I millennio, le poche case presenti formavano la cittadella. A ricordo di questi periodi si trova ancora "la torre", come viene chiamata dai paesani, utilizzata nell'antichità come torre di vedetta. Nella piazza si trovano anche la chiesa di San Paolo e un monumento in memoria dei compaesani caduti in guerra.
Intorno al 2000 la piazza è stata completamente restaurata, ponendovi un selciato di sanpietrini in porfido e una fontana. Un'altra opera edilizia ha permesso il recupero dell'antica torre, che ora ha una destinazione residenziale. Nel 2004 la rotonda prersente in piazza da qualche anno è stata decorata con un mosaico creato dagli studenti di Pont-Évêque, comune francese gemellato con Imbersago.
Per nove mesi all'anno (una volta al mese) la piazza ospita il mercatino dell'antiquariato. Il nome della piazza deriva dal fatto che Giuseppe Garibaldi e Giuseppe Mazzini, in fuga dopo la sconfitta di Custoza, pernottarono presso villa Albini. Per ricordare l'avvenimento è tuttora presente una lapide in marmo.

#### La fontana
Il lavatoio di Garavesa, comunemente chiamato "la fontana", è una costruzione del XIX secolo utilizzato dalle donne per fare il bucato. Attinge l'acqua dalla roggia sottostante, che scorre verso l'Adda, e veniva usato in passato anche per raccogliere l'acqua potabile. Le originali sei vasche formavano una struttura rettangolare di lastre in pietra molera. L'intero complesso era contornato da colonne in pietra sormontate da una tettoia in legno.
Nel 1997, nell'ambito dei lavori che hanno ristrutturato l'intero rione della Garavesa, è stata ricostruita anche la fontana, unificando le sei originali vasche in una unica. I lavori sono stati seguiti dalla Sovrintendenza ai monumenti della regione.

## Società

### Evoluzione demografica
- 450 nel 1751
- 613 nel 1771
- 640 nel 1803
- annessione a Robbiate nel 1809[29]
- 982 nel 1853
- 1 319 nel 1901
- annessione a Robbiate nel 1928[30]

Abitanti censiti

### Etnie e minoranze straniere
Al 31 dicembre 2015 gli stranieri residenti nel comune sono 95, ovvero il 3,96% della popolazione.

### Lingue e dialetti
Oltre alla lingua italiana, a Imbersago è utilizzato il locale dialetto brianzolo, una variante della lingua lombarda. 
Come tutti i dialetti lombardi occidentali, anche il brianzolo è sostanzialmente una lingua romanza derivata dal latino.
Attualmente, l'uso del brianzolo sta lentamente regredendo, anche se in misura minore di altri dialetti lombardi, soprattutto quelli parlati nelle città.

### Religione
La maggior parte della popolazione, come per tutta l'Italia, appartiene alla Chiesa cattolica, e afferisce alle tre chiese situate nella parrocchia: la chiesa di San Marcellino, la chiesa di San Paolo, e il Santuario della Madonna del Bosco. Tutte e tre le chiese appartengono all'arcidiocesi di Milano e seguono il rito ambrosiano.

## Cultura

### Imbersago nella letteratura
Emilio De Marchi ambientò a Imbersago la sua opera Giacomo l'idealista, e non poté fare a meno di citare il santuario fornendone una descrizione abbastanza accurata. Dal libro venne tratto un omonimo film nel 1948, con regia di Alberto Lattuada e l'interpretazione di Marina Berti. Anche Luigi Santucci ne ha parlato nel suo libro Brianza e altri amori.
Impossibile dimenticare anche I promessi sposi di Alessandro Manzoni, che a Imbersago attraversano l'Adda.
Il film di Ermanno Olmi E venne un uomo, incentrato sulla figura di papa Giovanni XXIII, venne girato in parte a Imbersago, e per la precisione in zona Garavesa e presso il Santuario.

## Infrastrutture e trasporti

### Strade
- Strada Provinciale 56, Milano – Imbersago

## Amministrazione

### Gemellaggi
- Pont-Évêque